# 京都競馬場
京都競馬場（きょうとけいばじょう/ 英: Kyoto Racecourse）は、京都府京都市伏見区葭島渡場島町にある競馬場。施行者ならびに管理者は日本中央競馬会である。最寄り駅から淀競馬場（よどけいばじょう）、あるいは単に淀（よど）と通称される。1925年（大正14年）12月1日に現在の地に開設された。

## 歴史
- 1907年（明治40年） - 京都市下京区に島原競馬場[2](旧京都競馬場[3])新設。
- 1913年（大正2年） - 競馬場焼失。京都府船井郡須知町（現・京丹波町）へ移転。須知競馬場と改称（島原競馬場跡地は中学校や京都瓦斯の工場等が進出。工場があった地は現在京都リサーチパークが建っている）[4]。
- 1923年（大正13年） -（旧）競馬法が公布された事と収益改善の為に、1924年に競馬場が紀伊郡向島村大字葭島新田（現・京都市伏見区）に移転することが決まり同年の競馬開催は中止。1925年春季は阪神競馬倶楽部の鳴尾競馬場を借りて代替開催をしたが、これが競馬法に基づき馬券発売の伴う初の競馬開催となった。
- 1925年（大正14年） - 12月1日、現在地に移転。同月5日から4日間の競馬開催開始（須知競馬場跡地は京都府立須知高等学校農場等になっている）[5][6]。

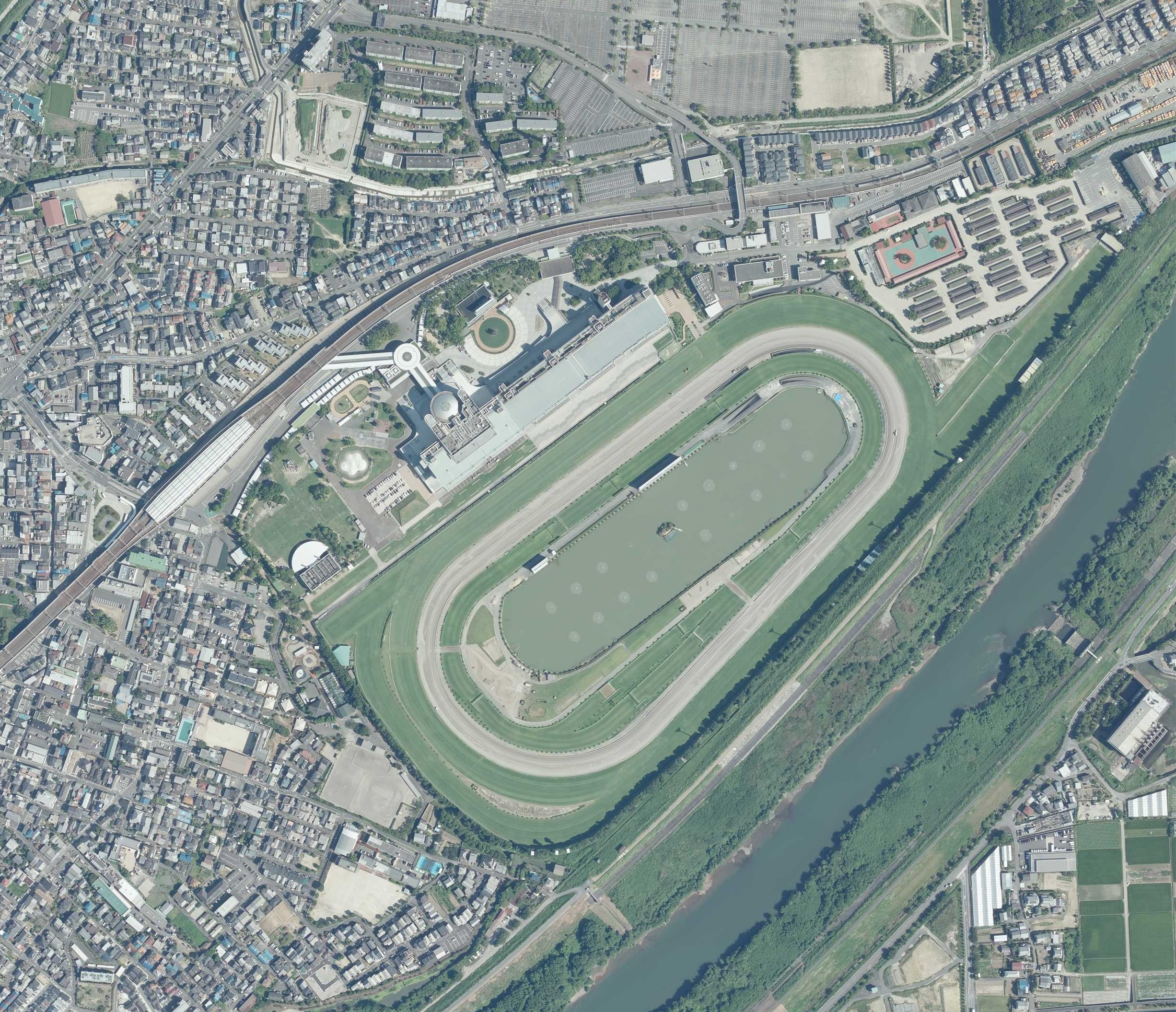
京都競馬場付近の航空写真(2020年)
南東側を流れる川が宇治川の現河道。宇治川付け替え以前は北側に宇治川の旧河道、南側から西側に巨椋池の排水路が流れていた。

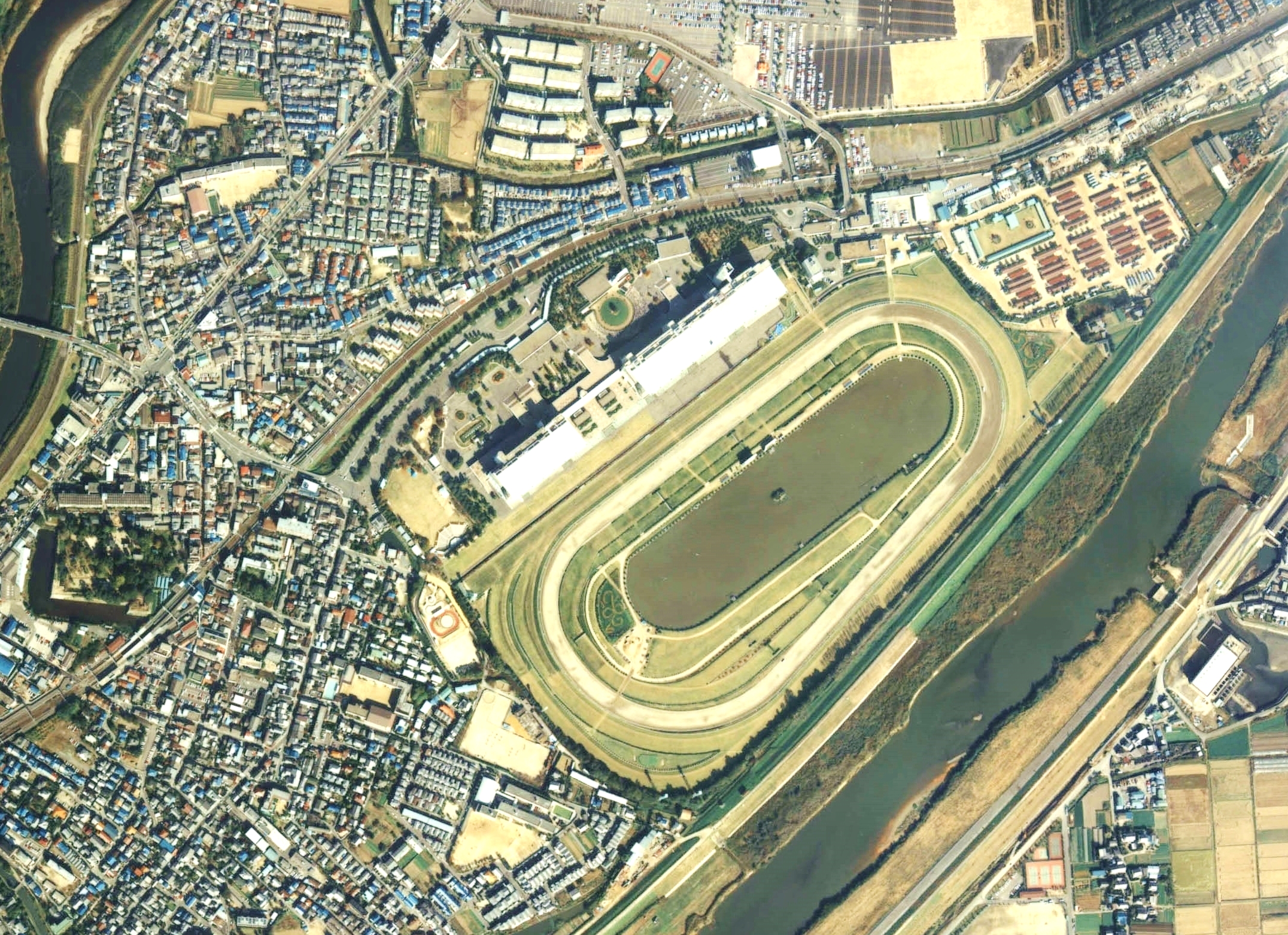
京都競馬場付近の空中写真(1987年)。
障害コースと3～4コーナーの形状が現在と異なる。1987年撮影の2枚を合成作成。

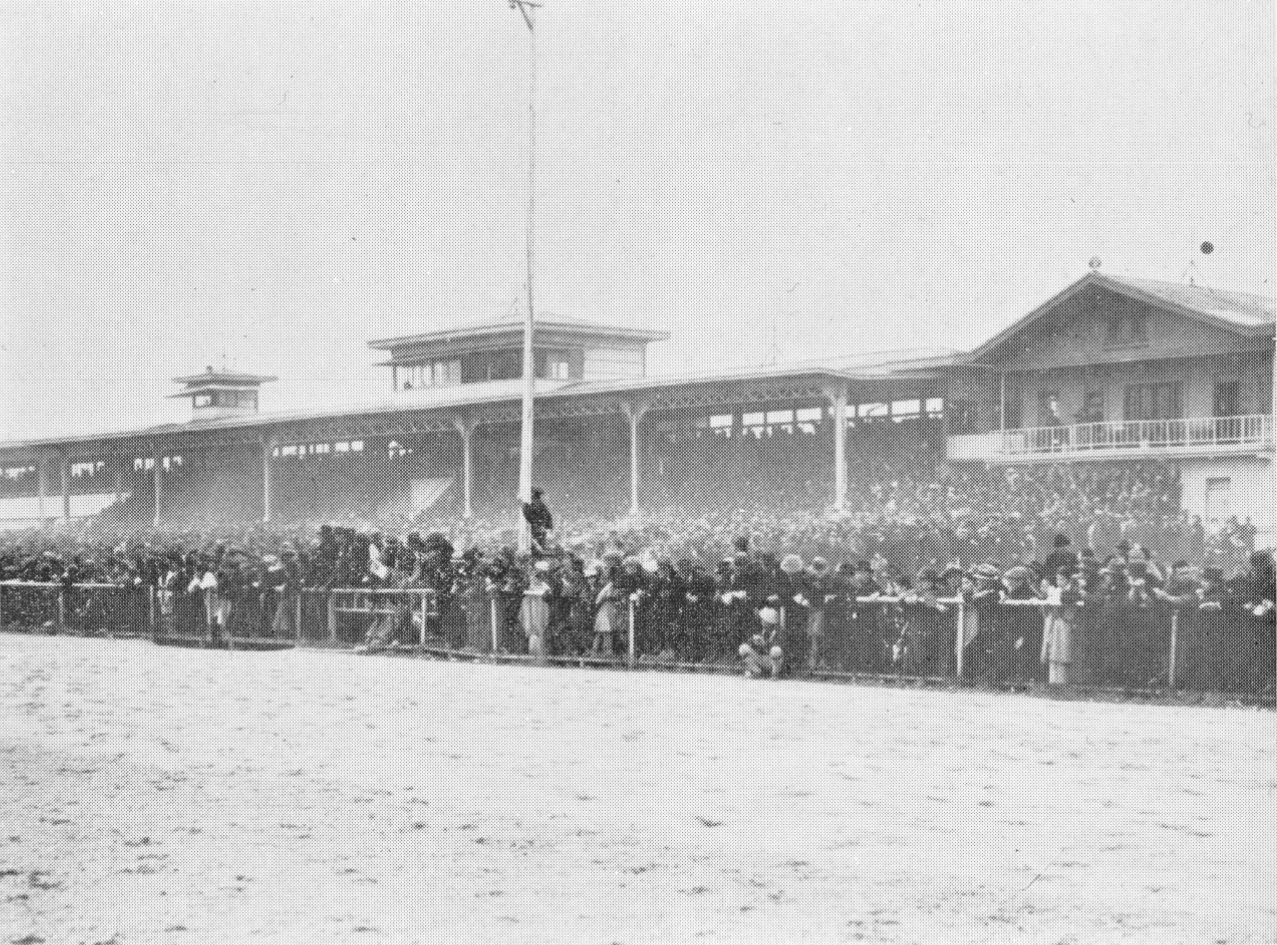
競馬倶楽部時代後半 (1923年 (大正12年)-1937年 (昭和12年)), 京都競馬場のメインスタンド。中央に見えるポールは信号旗用

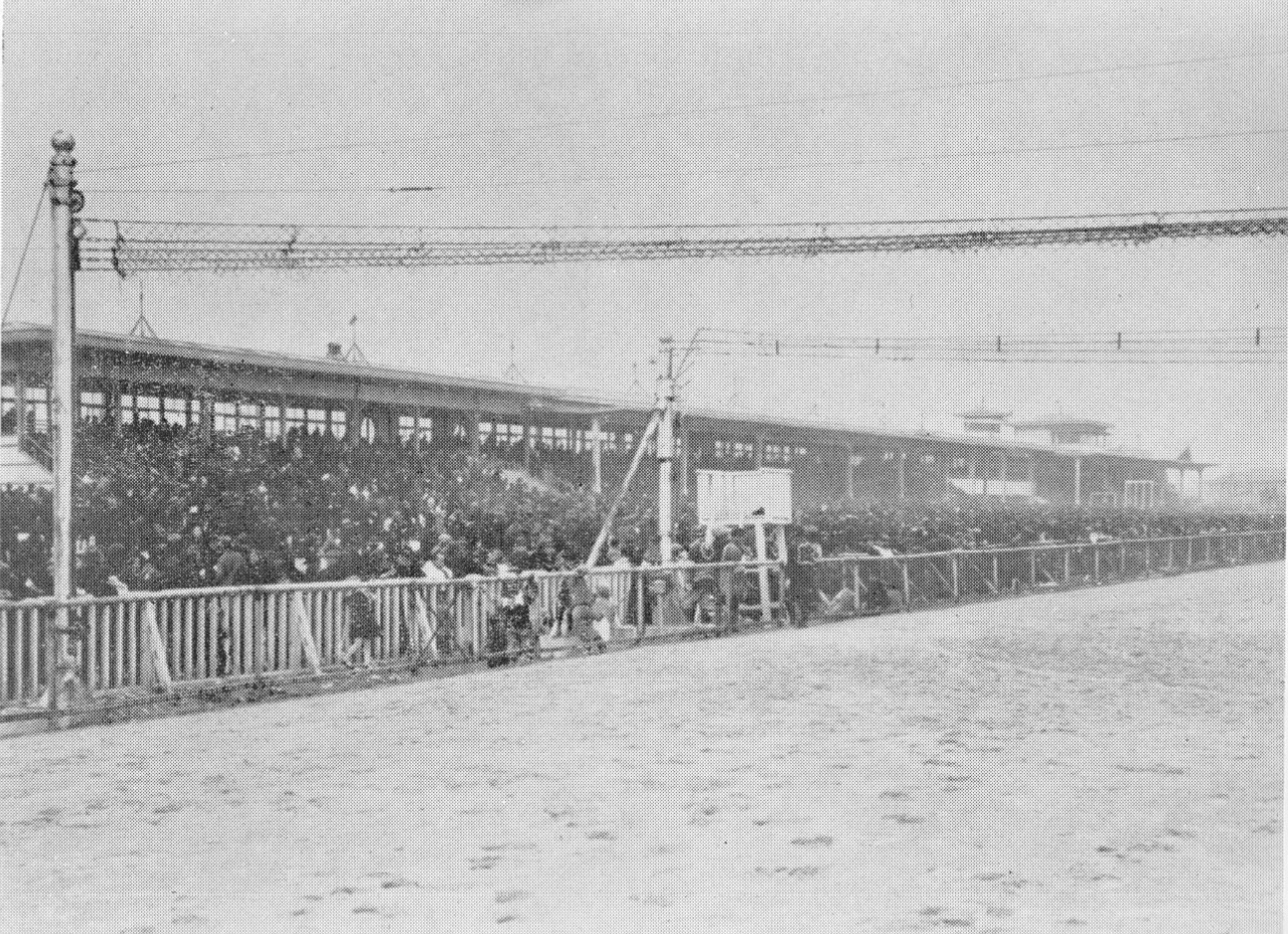
競馬倶楽部時代後半,京都競馬場の発馬機（バリアー式）。画像は遮断網が上がっている状態。中央の白い箱はスターター台。遮断網が前後にあるのは馬の逆走を防ぐため。

移転当初の（現）京都競馬場は、敷地約10万坪、1周1600メートルの走路と、スタンド（第1、2号館）や勝馬投票券発売所、厩舎が建設された。巨椋池の排水路跡、葭島新田西端部の沼地のような地盤に作られたこともあって、非常に馬場状態が悪かった。このため、馬場に畳床を敷き詰めて改良した逸話がある。しかし、競馬場へのアクセスが良く、1929年（昭和4年）の秋6日間の開催では、354万円の勝馬投票券を売り上げ、当時の競馬場で日本一の売上となった。
- 1935年（昭和10年） - 馬場拡張工事の実施。第3コーナーに斜坂走路（通称「淀の坂」）が新設[6]。
- 1936年（昭和11年） - 大スタンド（鉄筋コンクリート製の収容人員25000名）竣工・芝外回りコース新設。
- 1937年（昭和12年） - 京都競馬倶楽部がスタンドの全面改築のため、コンペを開催。安井武雄建築事務所案が採用[注 2][6]。
- 1938年（昭和13年）
  - コンクリート造りの新しいスタンド（4万人収容）が完成。敷地が17万坪に拡張[6]。
  - パドックが正円形となる[6]。
- 1943年（昭和18年）
  - 金属類回収令により、大スタンドの屋根を撤去。
  - この年の開催を以って公認競馬の開催は中止。京都競馬場と東京競馬場は能力検定の場として残されたが、他の競馬場施設は軍需工場などへ転用されることとなった[8]。
- 1944年（昭和19年） - 能力検定競走が開催。
- 1958年（昭和33年） - 戦時中に解体された大スタンドの屋根の再架設が完了[6]。
- 1965年（昭和40年）
  - スタンド増築、馬場改造工事の実施[6]。
  - 電光式着順表示装置の運用を開始[6]。
- 1966年（昭和41年） - 1月にシンザン引退式を挙行[9]。
- 1970年（昭和45年）
  - 日本万国博覧会の開催に伴い、万博会場に近い京都競馬場は万博期間中の開催を見合わせ、この年は1月から3月にかけての3開催22日間・10月から11月にかけての2開催16日間の開催となった[注 3][13]。
  - 前年の栗東トレーニングセンター開設に伴い競馬場から厩舎が移転。12月15日までに移転を完了[13]。
- 1971年（昭和46年）
  - 増設スタンドが完成[6]。
  - ダートコースが新設[6]。
- 1972年（昭和47年） - パドックのオッズ表示板が電光式導入[6]。
- 1979年（昭和54年） - 1980年（昭和55年） - スタンド改築工事を実施（後のグランドスワン完成[6]）。この間の開催は他競馬場へ振り替えされた。
- 1985年（昭和60年） - ターフビジョンが完成[6]。
- 1987年（昭和62年） - ウィナーズサークルの設置[6]。
- 1989年（昭和64年 / 平成元年）
  - 昭和天皇の崩御に伴い、1月7日開催予定だった第1回2日目は1月13日に、1月8日開催予定だった第1回3日目は1月20日に変更。
  - 1月15日の第1回5日目の昼休みにタマモクロスの引退式を挙行。
- 1990年（平成2年） - 第2コーナーのポケットを約200 m延伸し、第3回開催（例年の第4回開催）より芝外1800 m・芝内1600 mの使用を開始。
- 1991年（平成3年）
  - 阪神競馬場の馬場・スタンドの全面改修工事に伴い、年間7開催（56日）実施。
  - 1月5日の第1回1日目の昼休みにスーパークリークの引退式を挙行。
  - 1月13日の第1回5日目の昼休みにオグリキャップの引退式を挙行。
- 1993年（平成5年）
  - 1月31日の第2回2日目の昼休みにダイタクヘリオスの引退式を挙行。
  - 11月21日の第5回6日目の昼休みにメジロマックイーンの引退式を挙行。
- 1994年（平成6年）
  - 平安騎馬隊が京都競馬場を活動拠点とする（1997年 (平成9年)まで）。
  - スタンド一部改修（後のグランドスワン）と馬場の改造工事（スタンド正面の大障害コース廃止）が竣工。これによりこの間の開催は他競馬場へ振り替えされた。
  - 新スタンドの5、6階をすべてガラス張りに置き換え[6]。
- 1995年（平成7年）
  - 1月16日の第1回6日目の昼休みにビワハヤヒデの引退式を挙行。
  - 阪神・淡路大震災の影響で1月21日・22日の第1回7・8日目が中止。日経新春杯は1月28日（第2回1日目）に移設。中止となった第1回7・8日目は6月3日（阪急杯）・4日（宝塚記念）に復興競馬として開催。
  - 阪神競馬場が被災したため、年間8開催（64日）を急遽実施。
- 1996年（平成8年）
  - 2月10日の第2回5日目は積雪の影響で、10R・11Rがダートコースに変更。
  - 同日行われた9Rバイオレットステークスは、発走直前に吹雪となり、ゴールまで約200mの地点までどの馬がどの位置取りだったかなど、まったく確認が出来ない状況でのレースとなった。
  - 11月9日の第5回3日目の昼休みにナリタブライアンの引退式を挙行。
- 1999年（平成11年）
  - 新スタンドビッグスワンが完成（従来スタンドをグランドスワンと呼称することとなる）[6]。
  - 1月10日の第1回4日目の昼休みにエアグルーヴの引退式を挙行。
- 2001年（平成13年）
  - 1月7日の第1回3日目は降雪の影響で10R - 12Rが中止。特別競走は次週に振替。
  - 1月20日の第1回7日目は降雪の状況が著しいため、6R以降が中止。1月22日、出馬投票をやり直して続行競馬として開催。
- 2002年（平成14年）
  - 1月13日の第1回5日目の昼休みにテイエムオペラオー・メイショウドトウ2頭そろっての引退式を挙行。
  - 1月20日の第1回8日目の昼休みにステイゴールドの引退式を挙行。
- 2003年（平成15年）
  - 10月19日の第4回4日目の昼休みにビリーヴの引退式を挙行。
- 2006年（平成18年）
  - 1月7日の第1回2日目の昼休みにスティルインラブの引退式を挙行。
- 2007年（平成19年） - マルチ画面のターフビジョンの導入[6]。
- 2008年（平成20年）
  - 2月3日の第2回2日目は積雪の影響で障害競走を中止した。また1Rの発走時刻を1時間繰り下げるとともに、5R・7Rの芝レースはダートの競走に変更。
  - 2月9日の第2回3日目は2R終了後の積雪により、3R以降が中止。2月11日、出馬投票をやり直して続行競馬として開催。
  - 2月24日の第2回8日目は積雪の影響で障害競走を中止した。また1Rの発走時刻を25分繰り下げるとともに、5R・6R・9R・10R・11Rの芝レースはダートの競走に変更。
- 2009年（平成21年）
  - No.2ゲートの工事が完了し、2月28日のパークウインズより使用開始。名称を「ステーションゲート」とする。また、No.1ゲートの名称を「シンザンゲート」とする。
  - 9月12日よりステーションゲート2階と京阪本線淀駅（大阪方面のみ）が高架化。入場門と駅が連絡歩道橋で直結[6]。
- 2010年（平成22年）
  - 中京競馬場の馬場・スタンドの全面改修工事に伴う振替開催（5月～6月）を行うため、年間6開催（48日）となった。
  - 11月20日の第6回5日目の昼休みにローレルゲレイロの引退式を挙行。
- 2011年（平成23年）
  - 1月5日の第1回1日目より、喫煙ルームなどの喫煙可能エリアを除き、敷地内全域は原則として禁煙となった。
  - 5月28日より京阪本線淀駅上り線が高架化されたことにより、ステーションゲート2階と淀駅が連絡歩道橋で完全に直結[6]。「京阪新淀駅完成記念與杼特別」が施行された[14]。
  - 中京競馬場の馬場・スタンドの全面改修工事に伴う振替（一部、阪神・小倉と日程入れ替えあり）開催を行うため、年間6開催（52日）となる。
- 2012年（平成24年） 
  - 中京競馬場のリニューアルオープン、関西主場の春季から夏季にかけて開催日割が変更されるに伴い、第3回開催が優駿牝馬・東京優駿週の2週分開催が追加された12日間開催となり、年間5開催（44日）となった。
  - 1月15日の第1回5日目の昼休みにヴィクトワールピサの引退式を挙行。
  - 10月20日の第4回6日目の11R室町ステークスにおいて3頭が3着同着となり、複勝式が5通り、ワイドが7通り、三連複・三連単が3通りの払戻金となった。馬券対象の着順で3頭が同着となったのは史上初[15][16]。
- 2013年（平成25年）
  - 1月6日の第1回2日目に行われた5R〜8Rの4競走において株式会社栄進堂の所有馬が1着となり、JRA史上初の同一馬主4連勝を達成した。また、同馬主の所有馬が1日5勝し、これは有限会社サンデーレーシングと並ぶ最多タイ記録となった[17]。
  - 1月19日の第1回6日目の昼休みにオウケンブルースリの引退式を挙行。
  - 1月20日の第1回7日目の昼休みにカレンチャンの引退式を挙行。
- 2014年（平成26年）
  - 1月13日の第1回5日目の昼休みにロードカナロアの引退式を挙行。
  - 2月8日の第2回3日目は積雪の影響で障害競走を中止し、当初の発走時刻から変更して施行した（最大1時間繰り下がり）。
  - 2月15日の第2回5日目は積雪の影響で、当初の発走時刻から変更して施行した（最大1時間繰り下がり）。
  - 10月13日の第4回3日目は台風19号の接近に伴い中止。翌日の10月14日に代替競馬として行われた[18]。
- 2015年（平成27年）
  - 本年度は京都競馬場開設90周年となるにあたり、その記念事業を1年を通して実施[19]。
    - キャッチフレーズ「古都に華咲く 馬の共演90年」
    - 「ジャパン・オータムインターナショナル・第32回マイルチャンピオンシップ」を「京都競馬場開設90周年記念競走」に指定。本馬場入場曲はこの日限りで2007年まで使われていたものが使用された。

  - 1月4日の第1回1日目の全レース終了後にジャスタウェイの引退式を挙行[20]。
- 2016年（平成28年）
  - 12月22日 - コース中央の池で飼育されていたコブハクチョウ2羽が死に、簡易検査の結果、うち1羽からA型鳥インフルエンザの陽性反応が検出。
  - 12月23日 - コース中央の池で飼育され、19日・20日に死んだコブハクチョウ6羽を合わせた8羽について鳥インフルエンザの遺伝子検査を行った結果、7羽から高病原性鳥インフルエンザウイルス（H5N6亜型）が検出。残るコブハクチョウ35羽とコクチョウ3羽は全て殺処分された[21]。
- 2017年（平成29年）
  - 1月15日の第1回5日目は降雪の影響で、当初最大1時間繰り下げて開催すると発表されたが、1R発走前に中止となった（10:50発表[22]）。このため、出馬投票をやり直して1月17日に代替競馬として行われた。
  - 1月21日の第1回6日目の10R若駒ステークスにおいて5頭立て5番人気のアダムバローズが1着、3番人気のダノンディスタンスが2着、2番人気のシャイニーゲールが3着となり、発売された全ての式別（8頭未満の競走のため、枠番連勝の発売はなし）において最低人気配当を記録した[23]。
  - 3月6日 2018年のJBC競走を京都競馬場で開催すると発表。同競走がJRAの競馬場で開催されるのは史上初[24][25]。
- 2018年（平成30年）
  - 1月6日の第1回1日目の全レース終了後にコパノリッキーの引退式を挙行[26]。
  - 1月7日の第1回2日目の全レース終了後にキタサンブラックの引退式を挙行。
  - 11月4日 - JRAの競馬場では初のJBC競走が開催された。
- 2019年（平成31年 / 令和元年）
  - 6月24日 - 2025年に開設100周年を迎える京都競馬場記念事業の一環で、スタンド改築をはじめ、厩舎、馬場を含めた施設全体の一体的整備工事を2020年2月から2024年3月まで行うと発表。これに伴い2020年11月から2023年3月まで京都競馬場の開催が休止となる[27][28]。
- 2020年（令和2年）
  - スタンド改築をはじめとした整備工事に伴い、年間4開催（37日）実施。これに伴い、平年の第5回開催（11月）が阪神競馬場に振り替えされる。
  - 1月19日の第1回7日目の全レース終了後にリスグラシューの引退式を挙行。
  - 第3回開催全日はCOVID-19の流行により客を入れずに「無観客競馬」として開催。
- 2023年（令和5年）
  - 4月22日にグランドオープンし、年間3開催（29日）実施。
- 2024年（令和6年）
  - 阪神競馬場のリフレッシュ工事に伴い、例年の3回・5回阪神開催を京都競馬場で行うため、年間7開催（60日）となる[29]。
- 2025年（令和7年）
  - 前年からの阪神競馬場リフレッシュ工事に伴い、芝保護の観点から例年の1回京都開催は中京競馬場で行うため、年間4開催（39日）となる予定。
  - 2月8日の第1回3日目は積雪の影響で中止。2日後の2月10日に代替競馬が行われた[30]。

## コース概要
（特記しない出典はすべてより）

### 芝コース
芝コースは第3コーナーで内回りと外回りに分岐し、第4コーナーで合流する。第2コーナーの奥にはバックストレッチに連なる長い引込み線があり、1600m（内回り）や1800mでは奥深い地点からスタートする。
最大の特徴は第3コーナー付近にある坂（「淀の坂」とも呼ばれる）で、高低差は4.3mある。起伏があるのはこの部分だけで、他は直線も含めほぼ平坦となっている。B・C・DコースはAコースから直線4, 7, 10m、曲線は3, 6, 9m外側に移動柵を設置する。
- 1周距離
  - Aコース: 内回り1782.8m/外回り1894.3m
  - Bコース: 内回り1802.2m/外回り1913.6m
  - Cコース: 内回り1821.1m/外回り1932.4m
  - Dコース: 内回り1839.9m/外回り1951.3m
- 直線
  - Aコース: 内回り328.4m/外回り403.7m
  - B・C・Dコース: 内回り323.4m/外回り398.7m
- 距離設定
  - 内回りのみ設定: 1100m, 1200m
  - 外回りのみ設定: 1800m, 2200m, 2400m, 3000m, 3200m
  - 内回り・外回りともに設定: 1400m, 1600m, 2000m[注 4]
- 出走可能頭数(フルゲート)[33]
  - Aコース
    - （内回り）一律18頭
    - （外回り）2000mは16頭, その他18頭

  - Bコース
    - （内回り）一律18頭
    - （外回り）2000m・3000mは16頭, その他18頭

  - Cコース
    - （内回り）1100m[注 5]は16頭, その他18頭
    - （外回り）2000mは14頭, 3000mは16頭, その他18頭

  - Dコース
    - （内回り）1100m・1200m・2000mは16頭, 1400m・1600mは18頭
    - （外回り）2000m・3000mは14頭, その他18頭
- 2020年までは1月から3月について（2015年以降は重賞競走を除く[注 6]）、下記の通り出走頭数の制限を行っていた。
  - Aコース
    - （内回り）一律16頭
    - （外回り）一律16頭

  - Bコース
    - （内回り）一律16頭
    - （外回り）一律16頭

  - Cコース
    - （内回り）一律16頭
    - （外回り）2000mは14頭, その他16頭

  - Dコース
    - （内回り）一律16頭
    - （外回り）2000m・3000mは14頭, その他16頭

### ダートコース
ダートコースの1周距離は東京競馬場に次いで大きいが、直線は阪神競馬場や新潟競馬場よりも短い。芝コースと同様に、ダートコースも第3コーナー付近に坂が設けられている。これ以外はほぼ平坦である。
- 1周距離: 1607.6m
- 直線: 329.1m
- 距離設定: 1000m, 1100m, 1200m, 1400m, 1800m, 1900m, 2600m
- 出走可能頭数(フルゲート): 1000mは14頭, その他16頭[33]
- 但し1900mは2008年まではダート変更時のみに使用していたが、2009年の1回開催より正式に使用するようになった。

### 障害コース
障害コースは平地と同様の順回りのみで、第3コーナー手前から2つのコースに分岐する。内側を通る「ハイジャンプコース（旧称：大障害コース）」は京都ハイジャンプと京都ジャンプステークスでのみ使われ、高さ0.8m・幅15.9mのバンケット障害（飛び上がり飛び降り台、または三段飛びと呼ばれる）がある。
- 1周距離
  - 普通障害コース: 1413.8m
  - 大障害コース: 1399.8m
- 距離設定
  - 芝: 3170m, 3180m, 3190m, 3200m, 3930m, 3950m
  - ダート: 2910m, 2930m, 3170m, 3190m, 3760m, 3790m
- 出走可能頭数(フルゲート): 一律14頭[33]

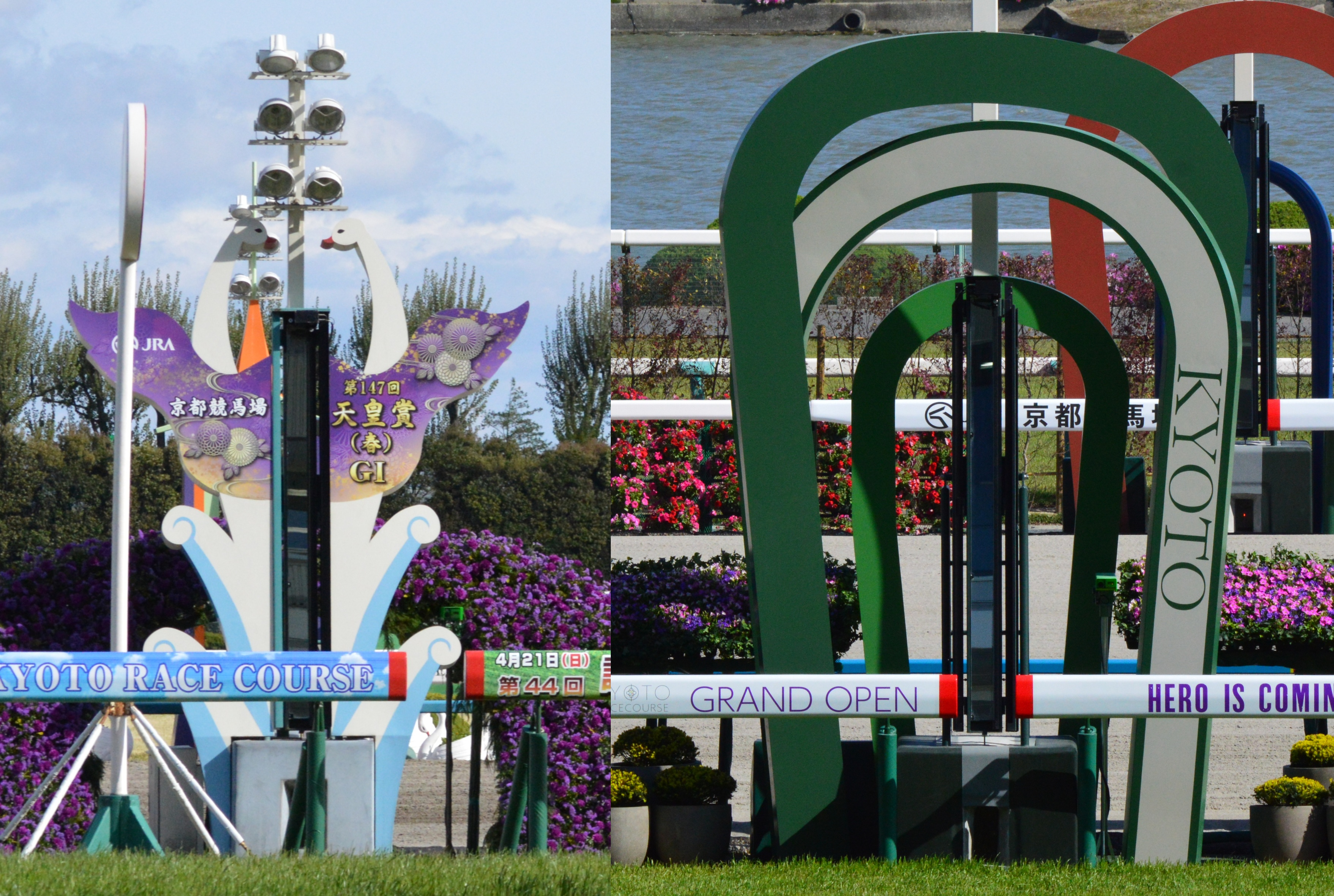
芝コースゴール板 旧/新
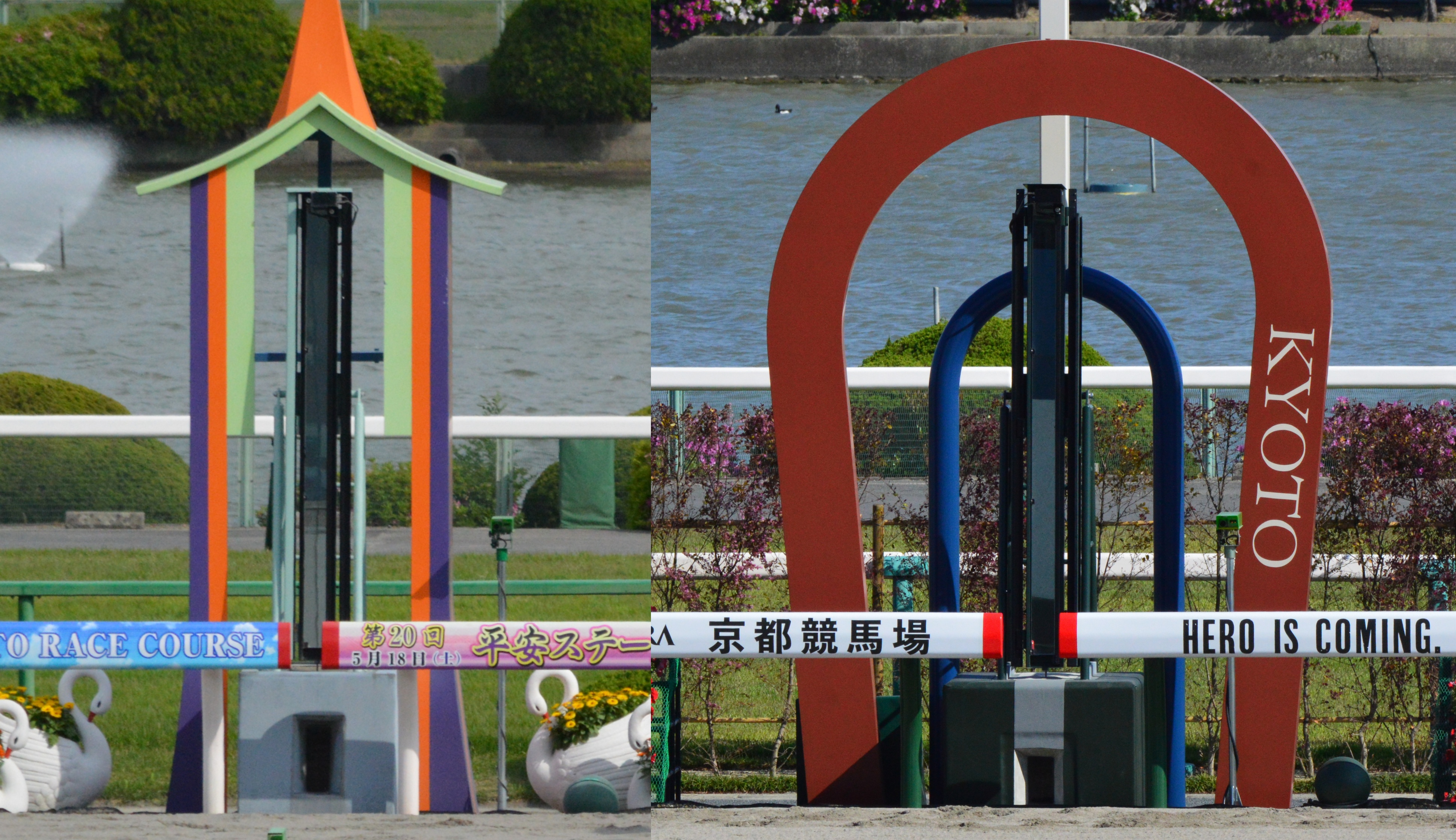
ダートコースゴール板 旧/新

## 主な設備

### 入場門

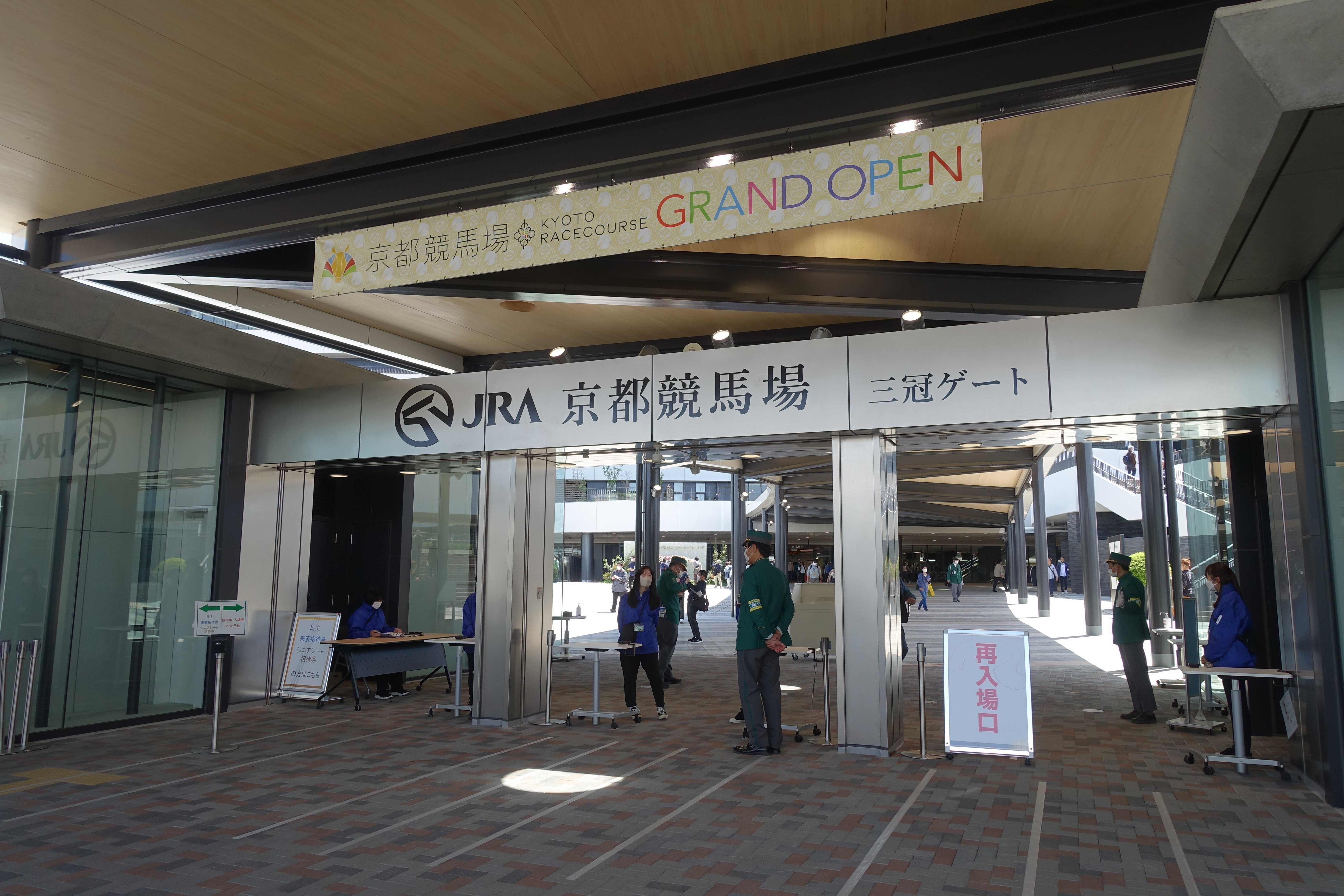
三冠ゲート

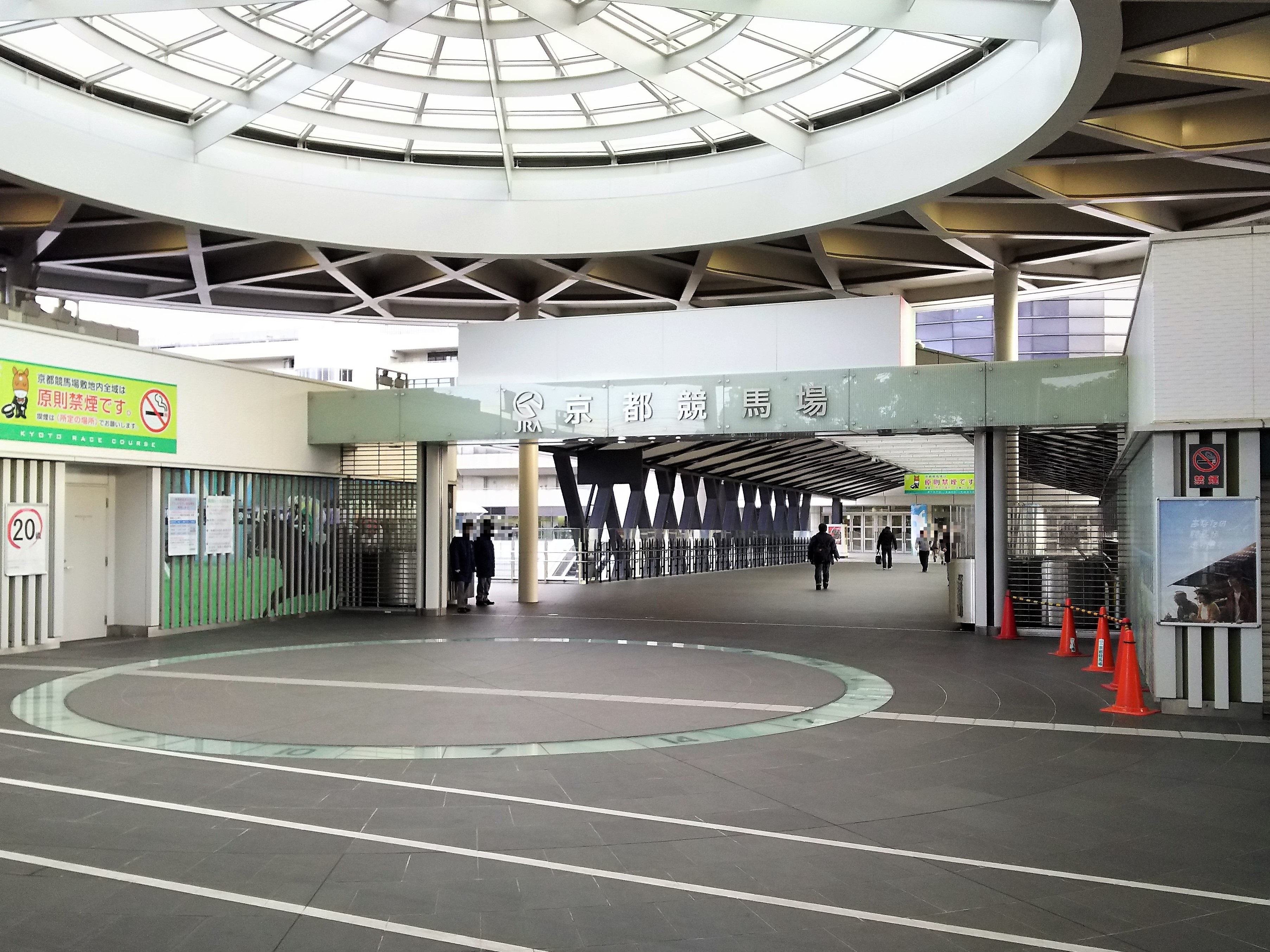
ステーションゲート（2階）

三冠ゲート (旧: シンザンゲート)とステーションゲート (旧: No.2 GATE)がある。
- ステーションゲートは2階建てで、2階部分は2009年（平成21年）9月12日のパークウインズ使用より京阪本線淀駅下り（淀屋橋・中之島方面行き）の高架化にあわせて、連絡歩道橋で直結された[34]。
- ステーションゲート1階部分には、入場門改札・一般入場券発売所・指定席発売所（当日発売のラウンジシート）・平日払戻所・多目的トイレ・ターフィーショップ（入場後の利用のみ）などがある。
  - パークウインズ時の指定席は、ステーションゲート1階部分での発売となる。
- ステーションゲート2階部分には、入場門改札・一般入場券発売所（2009年（平成21年）第4回開催より）・指定席発売所（当日発売の特A指定席・A指定席）・多目的トイレ・エレベーターなどがある。
  - 2009年（平成21年）第3回開催時は、淀駅と未直結だったことから、A指定席利用者のみが通行できた。
  - 2009年（平成21年）第4回開催より、開門後の特A指定席発売場所を、グランドスワン2階からステーションゲート2階指定席発売所に変更された。
  - 特A指定席当日発売の早朝発売（開門前に入場できる）[注 7]は、2014年（平成26年）第1回開催までは全ての開催日、第2回開催からは京都競馬場で開催されるGIレース当日、2015年（平成27年）は京都金杯・天皇賞（春）・菊花賞当日で行われてきたが、2016年（平成28年）より全ての開催日で開門後の発売に変更された。

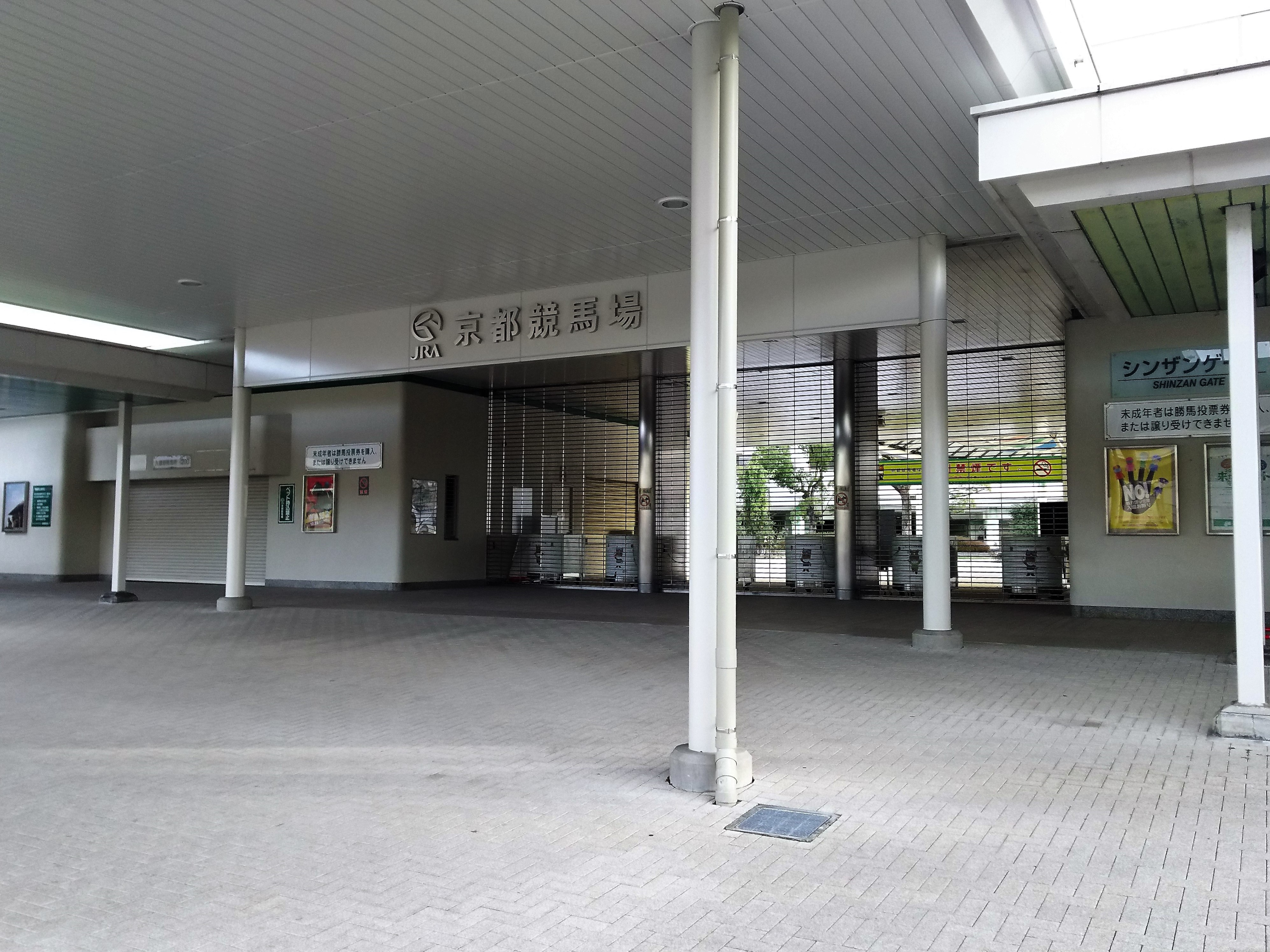
シンザンゲート

### ステーションサイド（旧・ビッグスワン）
1999年（平成11年）に完成したスタンドである。
指定席がある。
- UMACAシート（スタンド7階 243席禁煙 2,800円＜入場料別＞ ネット予約にて発売）
  - 2019年（平成31年）4月6日より。(旧i-Seat、2008年（平成20年）10月11日より。それ以前はゴンドラシート)
- ボックスシート（スタンド6階 272席禁煙 1,800円＜入場料別＞ ネット予約にて発売）
- L-テーブル（スタンド5階 41テーブル禁煙 2,000円/1テーブル＜入場料別＞ ネット予約にて発売）
  - 2015年（平成27年）12月5日より。2～4名で利用可能。それまでは自由席であった。
- ラウンジシート（スタンド6階 480席禁煙／スタンド5階 984席禁煙 ともに1,000円 当日先着順にて発売）
  - 2016年（平成28年）第3回開催より4人掛けから「2人掛けの全席通路側」に変更になった。

パークウインズ時も発売する。UMACAシートは1,000円（当日先着順、ネット予約）、L-テーブルは1,000円/1テーブル（当日先着順）、ラウンジシートとボックスシートは500円（当日先着順）
ネット予約の指定席の引換は、「予約指定席引換カウンター」で行う（ビッグスワン2階の38番柱付近 (馬場側)）。
他にも映像ホール（旧シグネットホール、3・4階）、展示コーナー（3階）、総合インフォメーション・ATM・セブン-イレブン（2階）、フードコート・キッズルーム（1階）などもある。
2011年（平成23年）1月5日より、京都競馬場内の分煙化に伴い、喫煙ルーム・灰皿のある場所・喫煙エリア（1階から4階の館外馬場側一般席）を除き、館内・館外問わず禁煙となった。
勝馬投票券は、107号投票所のみ9:20から17:00まで発売・払戻が実施される（その他の窓口は、9:30より発売が開始される）。
2023年4月の改修工事後は「ステーションサイド」と名称が変更された。

### ゴールサイド（旧・グランドスワン）
1980年（昭和55年）完成。1994年（平成6年）の改修工事により5階6階の馬主席及び指定席エリアがガラス張りになった。
指定席として次の種類がある。
- 特A指定席（スタンド5階 260席禁煙 3,000円 当日先着順にて発売、390席禁煙 2,800円＜入場料別＞ ネット予約にて発売）
  - 2011年（平成23年）11月27日までは全席が当日先着順にて発売されていた。
- A指定席（スタンド5階 384席禁煙 2,300円＜入場料別＞ ネット予約にて発売）
- A指定席（スタンド6階 356席禁煙 2,500円 当日先着順にて発売、116席禁煙 2,300円＜入場料別＞ ネット予約にて発売）
  - 2008年（平成20年）10月11日より、以前の3,000円から値下げとなった。
- B指定席（スタンド5階 180席禁煙 2,000円 当日先着順にて発売、60席禁煙 1,800円＜入場料別＞ ネット予約にて発売）
- B指定席（スタンド6階 214席禁煙 1,800円＜入場料別＞ ネット予約にて発売）
  - 2014年（平成26年）10月11日より、以前のA指定席のゴールから遠い側の席の、卓上モニターを取り外した形となる。

- シニアシート（スタンド4階 297席禁煙 4階27柱馬場側で当日先着順にて受付）

2015年（平成27年）第4回開催より1階に「UMAJO SPOT」が設置された（2014年（平成26年）第4回開催から2015年（平成27年）第3回開催まではビッグスワン6階にあった）。
1階から5階までは2011年（平成23年）1月5日より、6階は2011年（平成23年）10月8日より、喫煙ルーム・灰皿のある場所を除き、館内・館外問わず禁煙となった。
築40年が経過し、老朽化が著しくなったことから、2020年からの全面改造工事で一度取り壊され、新しいスタンドに改築され、改築後は地上6階建ての鉄骨製、延床61,000㎡のスタンドとなる。なお、改築後のスタンドの名称は「ゴールサイド」となる。

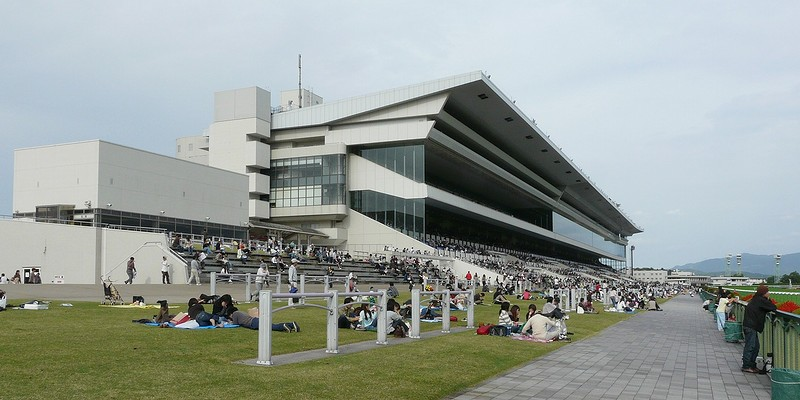
旧京都競馬場スタンド
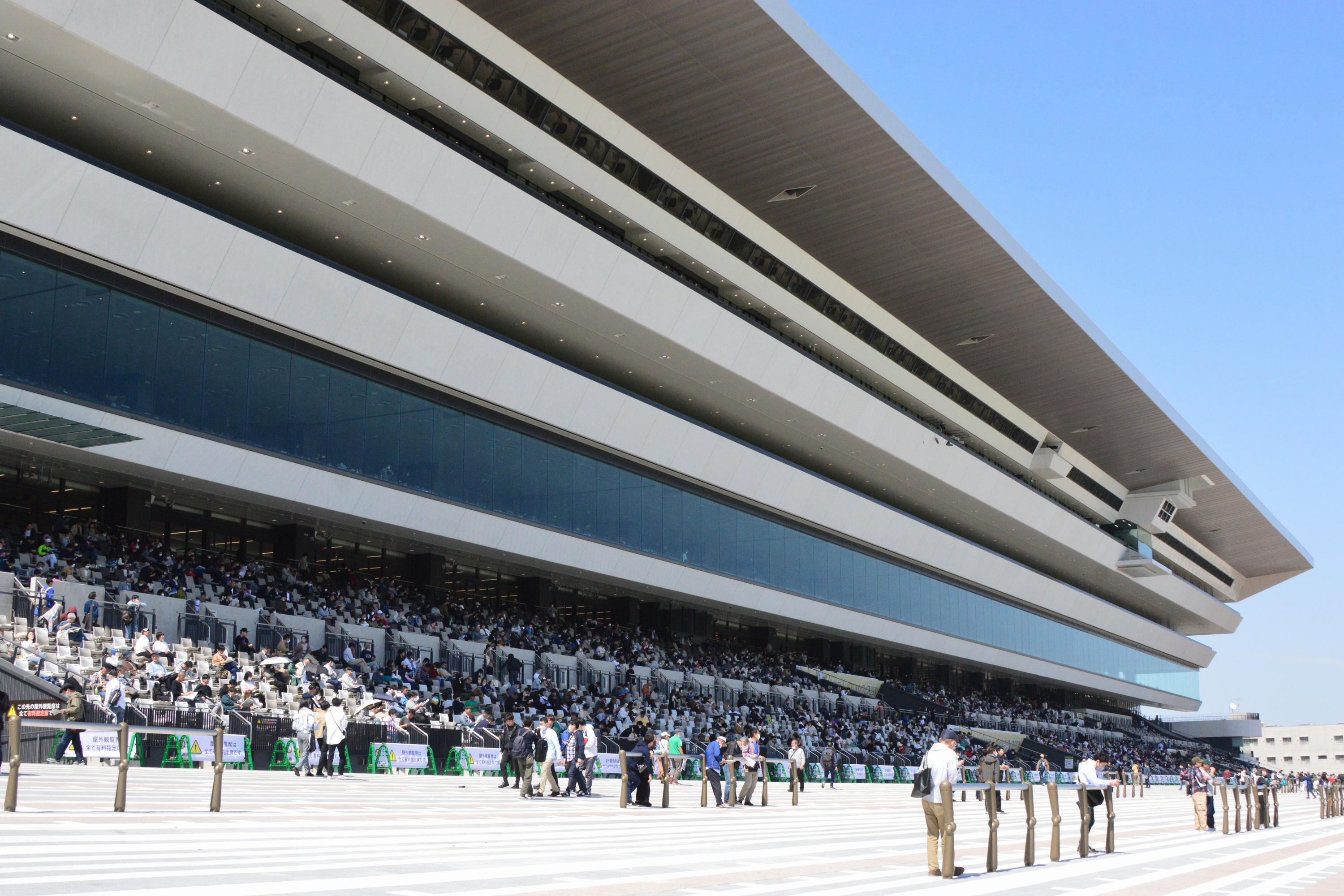
新京都競馬場スタンド

### 表示装置等
東京競馬場に続いて京都競馬場においてもゴール側（1号機）、4コーナー側（2号機）両方のターフビジョンをハイビジョン対応・マルチ画面（1号機のみ）のターフビジョンへ更新することが発表され、22億8000万円を投入し、2007年（平成19年）10月の開催に向けて総工期間約10ヶ月の工事が行われた。受注元は東芝ライテックである。10月1日に内覧会が行われ、10月6日に本格運用が開始された。また、パドックにあった屋外表示装置（トータボード）も更新した。
ゴール側のターフビジョンのサイズは縦10.8m×横64.0mの画面サイズ691.2m2と、以前の約3倍であり、住之江競艇場の「ボートくん」を超え、川崎競馬場の「川崎ドリームビジョン」、東京競馬場に次ぐ世界最大級のマルチ画面ターフビジョンとなった。スクリーンからスタンドまでの距離は東京競馬場よりも近いことからJRAでは“世界一の迫力”と広報している。また、デジタルハイビジョンの映像と最大3画面のマルチ出力による多彩な情報が可能となっている。
新設記念ポスターには韓国のK-1ファイターのチェ・ホンマンを起用していた。その際、ポスターでは「タテ5チェ・ホンマン。ヨコ29チェ・ホンマン」とのキャッチコピーがつけられた。また新ターフビジョンをアピールすべく「ターフ美女'n」というユニットが結成された。メンバーは岡部玲子、藤川京子、六車奈々の3人である。
喫煙コーナーの設置や、現金自動預け払い機 (ATM)3台の設置工事なども行われ、9月29日からATMが稼動開始された。なお、中京競馬場・阪神競馬場のATMはりそな銀行設置のものであるが、当競馬場のATMはイーネット設置のATM。

### 場内ミニFM
場内ではミニFM放送で各放送局の音声を送信していたが、2016年（平成28年）第2回開催をもってサービスを終了した。なお、周波数は以下のとおり。
- 76.0MHz…ラジオNIKKEI第1放送
- 77.5MHz…ラジオNIKKEI第2放送
- 78.5MHz…グリーンチャンネルWEST
- 79.0MHz…ラジオ関西（土曜日）／毎日放送（日曜日）
- 79.5MHz…ラジオ大阪（競馬中継は日曜日のみ）

### 駐車場
自動車を約8000台を収容できる駐車場を完備している。駐車料金は京都競馬開催日は2,000円、パークウインズ時は1,000円である。かつては午前10時までに駐車するとそれぞれ500円安くなるタイムサービスを実施していたが、2023年4月22日から廃止された。バイク（原付を含む）は無料で駐輪場を利用できる。一部の駐車場からは京阪バス男山営業所による駐車場とステーションゲートの間を結ぶ無料シャトルバスも運行されている。

## アクセス

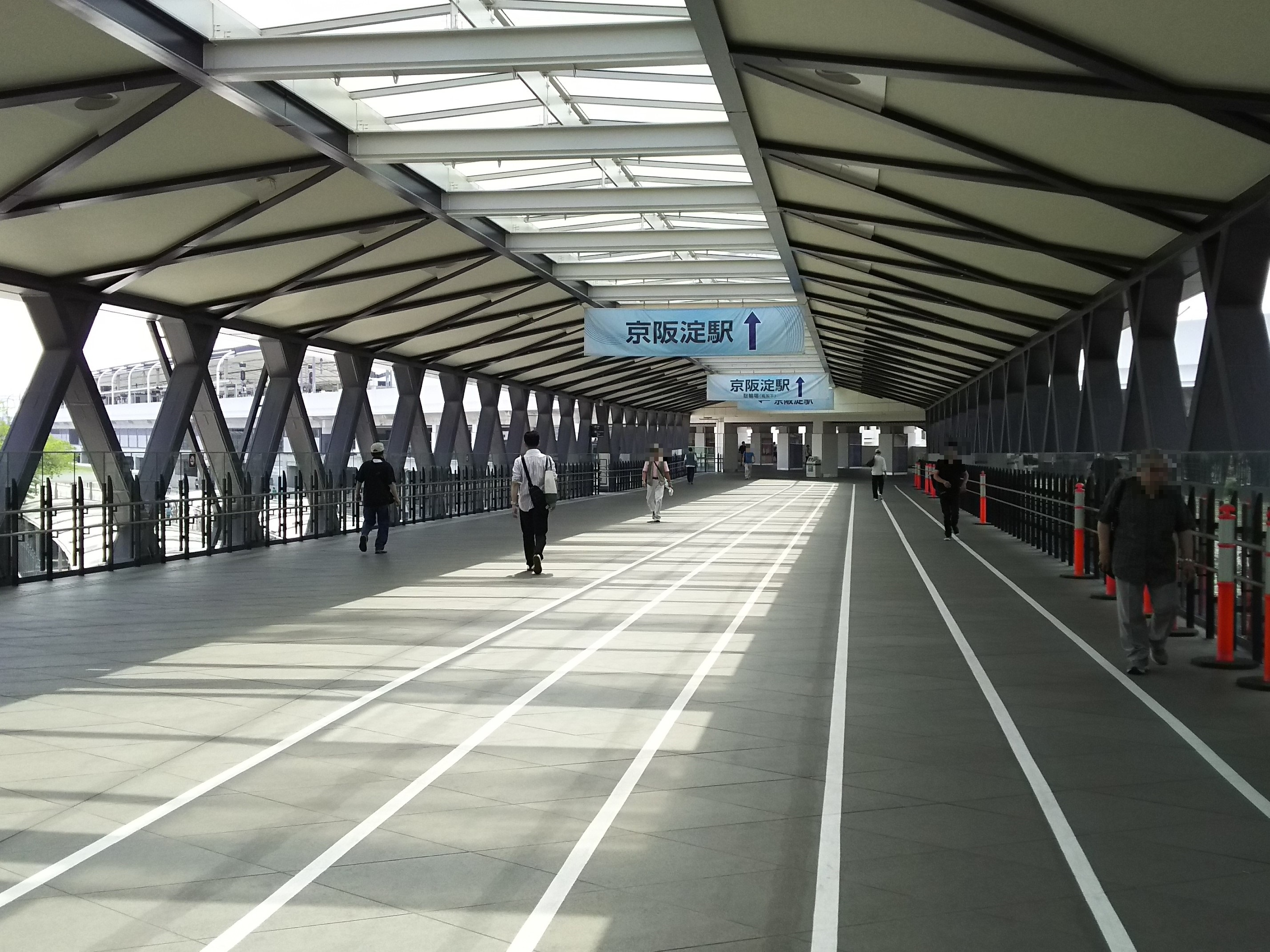
京都競馬場と淀駅を結ぶ連絡歩道橋

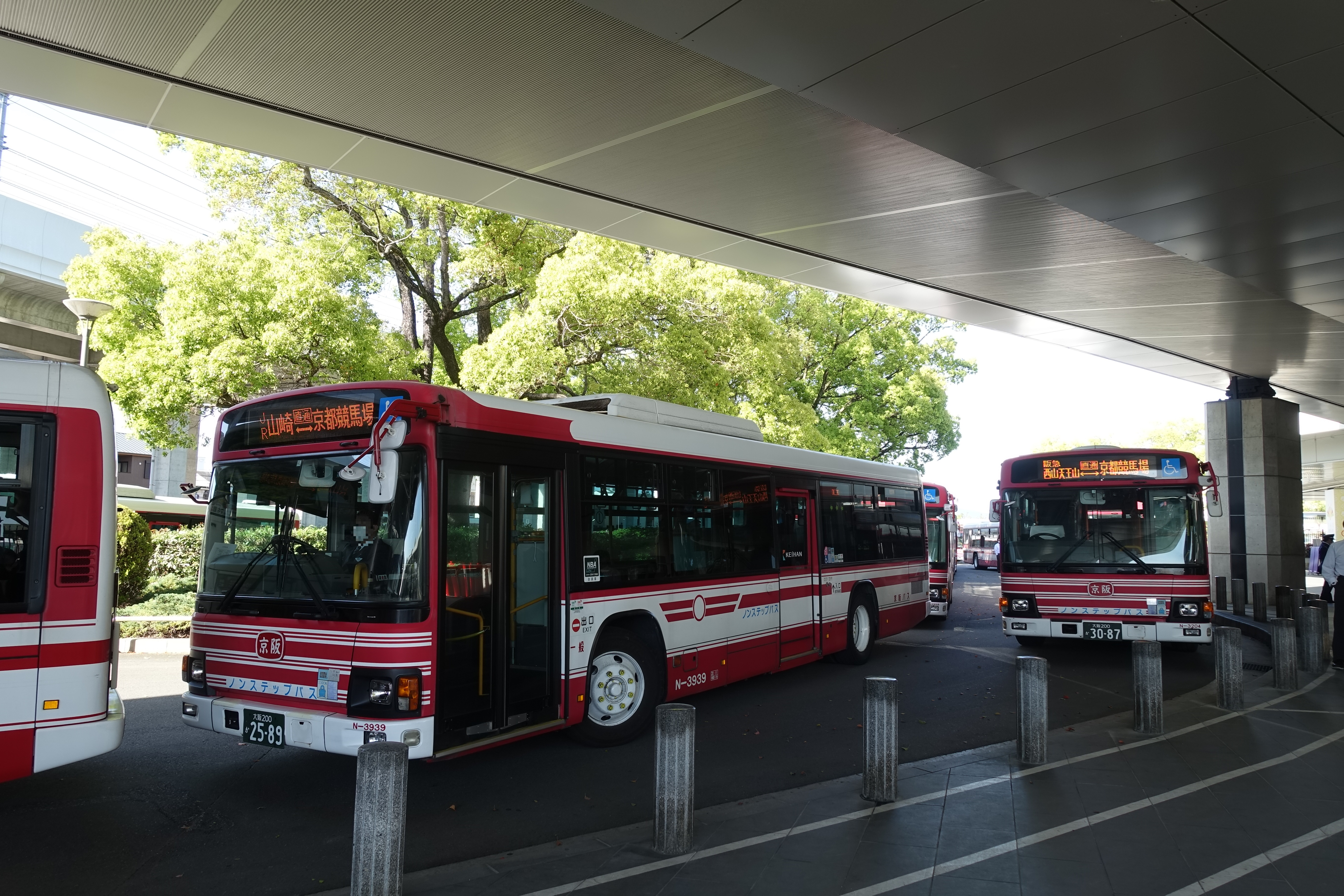
京都競馬場線（JR山崎発着系統は廃止済）

京阪本線「淀駅」から連絡歩道橋で約2分。および京都京阪バス、京阪バス、阪急バス、京都市バス「京阪淀駅」停留所から徒歩で約5分。
京都競馬開催日には阪急京都本線「西山天王山駅」から京阪バスによる臨時バス（京都競馬場線）が運行される（片道230円）。
2017年（平成29年）2月25日の京阪本線ダイヤ変更より、競馬開催日および場外発売日には上り急行および下り快速急行が淀駅に臨時停車する（午前9-11時の出町柳行き急行5列車と夕方の淀屋橋行き快速急行3列車）。また淀屋橋-淀間および淀→出町柳の急行が土曜・休日ダイヤで設定されている。またレースの規模によっては、淀→三条の臨時普通や淀→中之島の臨時急行が運転されることがある。
名神高速道路大山崎インターチェンジから4km。または京滋バイパス久御山淀インターチェンジから2km。

## 開催時期
1月〜2月（2開催16 - 17日間）、4月〜5月（1開催12日間）、10月〜11月（2開催16 - 17日間）の年間5開催45日間。
非開催日は場外馬券売場「パークウインズ」として機能する。
2010年（平成22年）〜2011年（平成23年）は中京競馬場が馬場・スタンドの全面改修工事に伴う振替開催を行うため、2010年（平成22年）は通常の開催時期に加え5月下旬〜6月中旬にも開催して年間6開催48日間となった。
2011年（平成23年）は通常の開催時期に加え5月下旬（東海ステークス、金鯱賞開催週の2週分）と7月4週分を開催して年間6開催52日間となる（5月の開催は通常の第3回開催を延長しての対応。また同年は小倉での代替開催増加による芝馬場の保護・育成の観点から、夏季阪神開催の繰上げと夏季小倉開催を2週分短縮の振替という形で7月に臨時の第4回開催を8日分組んでいる）。
2012年から正式に中京（春季）開催と、関西主場（2010年まで阪神開催。2011年は前述）の開催時期の入れ替えが行われることになり、この開催は前年同様、通常の第3回より4日延長の12日開催となった。
2009年（平成21年）は4-5月の開催を通常より30分ほど遅い時間帯で実施していた、2010年から東京優駿開催日のみ薄暮開催としている。なお2011年（平成23年）については東日本大震災発生に伴い、関東地区の節電を考慮するため、通常の時間帯に戻して開催している。
2025年（令和7年）より10月の第4回開催が1週拡大され、11日間となる予定。

## 重賞競走
GI
- 天皇賞（春）
- 秋華賞
- 菊花賞

- エリザベス女王杯
- マイルチャンピオンシップ

GII
- 日経新春杯
- プロキオンステークス
- 京都記念[注 15]
- マイラーズカップ[注 16]

- 京都新聞杯
- 京都大賞典[注 17]
- スワンステークス[注 18]
- デイリー杯2歳ステークス

GIII
- 京都金杯[注 19]
- シンザン記念[注 20]
- シルクロードステークス
- きさらぎ賞
- ユニコーンステークス
- 平安ステークス

- 葵ステークス（2018年新設[40]）
- ファンタジーステークス[注 21]
- みやこステークス
- ラジオNIKKEI杯京都2歳ステークス
- 京阪杯

J・GII
- 京都ハイジャンプ

J・GIII
- 京都ジャンプステークス

## 京都競馬場ファンクラブ
2002年（平成14年）10月にスタートした、JRAが主催・運営する組織。メンバーには会員証が発行され、来場ごとに加算されるポイントを賞品に交換できるなどの特典が与えられる。2006年（平成18年）4月22日より「スワンメンバーズ」と名称が変更されたが、2014年（平成26年）12月28日をもって活動を終了した。

## その他

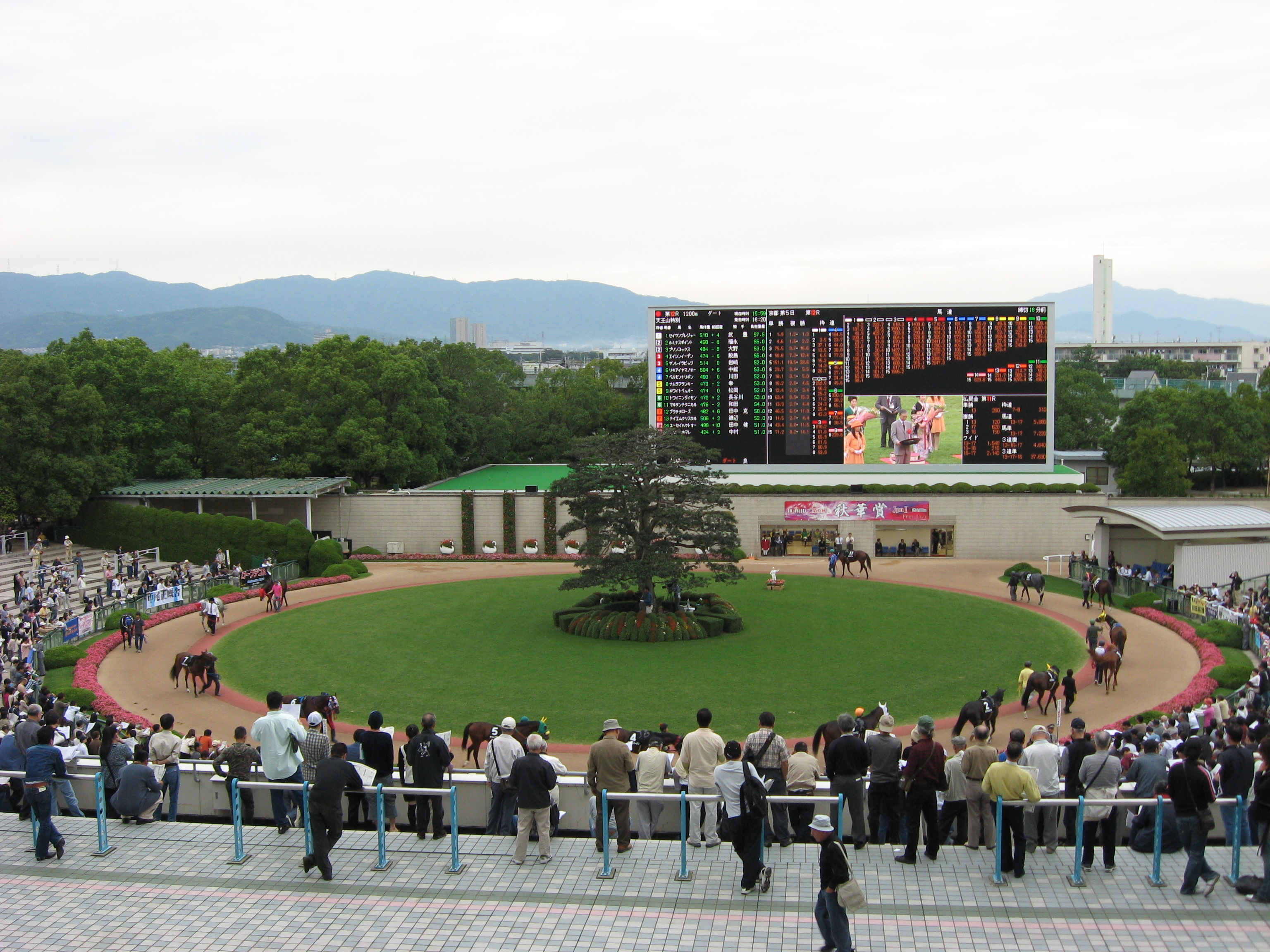
旧パドック
新パドックとトータボード
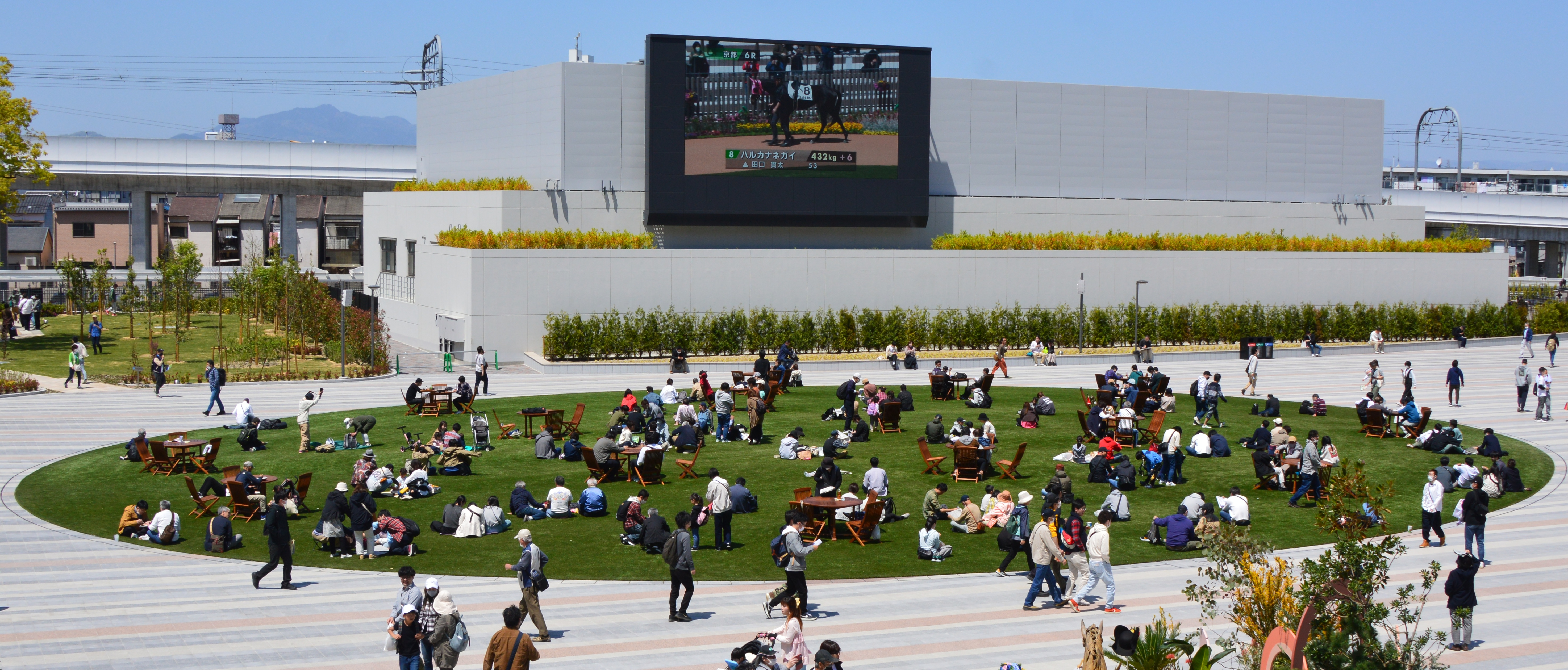
旧パドック跡地に作られた広場

シンザン像
日本競馬史上2頭目のクラシック三冠馬であるシンザンは京都競馬場の武田文吾厩舎の所属であった。シンザンの五冠（三冠・天皇賞・有馬記念）を記念して銅像と蹄鉄が飾られている。これに因み、毎年1月の開催ではGIIIシンザン記念が行われる。
ライスシャワー碑
1992年（平成4年）の菊花賞及び1993年（平成5年）・1995年（平成7年）の天皇賞（春）の勝馬で、1995年（平成7年）に京都競馬場で代替開催された宝塚記念のレース中に故障し予後不良となったライスシャワーの遺髪を収めた碑が馬頭観音の隣にある。この碑はライスシャワーの死の翌年の1996年、京都競馬場の職員たちの発案により建立されたもので、碑にはライスシャワーの馬主であった栗林英雄の妻・栗林育子の姉が詠んだ「疾走の馬 青嶺の魂（たま）となり」という句が刻まれている。
コントレイル像
2020年（令和2年）、史上8頭目かつ無敗で3頭目となるクラシック三冠馬となったコントレイルの功績を称え、2023年（令和5年）4月の京都競馬場リニューアルオープンとともにパドック横に建立された。石川県在住の彫刻家・吉田隆の製作で実寸の4/5サイズの像が設置されている。
パドック
リニューアル前のパドックは真円形で、中心にはモチの木がある特徴的な形であった。競馬場建設の時からそこにあった大木だが、切り倒すことによる祟りを恐れ、木を中心に円形にパドックを設計したのがパドックが円形になった由来と言われる。
パドック放送席の配置は、北東よりITVパドック放送室・ラジオNIKKEI・NHK・ラジオ大阪・ニッポン放送・毎日放送・KBS京都・関西テレビ・グリーンチャンネルとなっている。
2023年のスタンド改築時にパドックの位置をゴールサイド寄りに移設され、形状も楕円形に変更され、2階には360度パドックを取り囲む「パドックリング」を新設した。またモチの木はリニューアルに伴い、新パドックへ移設が検討されたが老朽化のため断念となり、モニュメントとして幹の一部分を使って「モチノキ時計」が製作され、新スタンド2階に在りし日の壁画とともに設置されている。
- 旧パドック
- 新パドックとトータボード
- 旧パドック跡地に作られた広場

馬場中央の池
馬場の中央にある池は、かつて競馬場の周辺一帯に存在した巨椋池の名残りを残した池であるとされている。中央に浮かぶ島は弁天島と呼ばれ、弁財天が祀られている。1999年（平成11年）に京都府によって池中の生物の生態調査が実施されている。
池に住む白鳥は1957年（昭和32年）6月に動物商から8羽を購入したのが始まりで、1963年（昭和38年）からは黒鳥も導入された。
高額配当
2010年（平成22年）1月16日に行われた第4競走に於いて、1着に8番人気のタカノキング、2着に13番人気のベストバウト、3着に3番人気のモエレジュンキンとなった。これにより3連単の配当金額が14,575,600円（3360通り中2652番人気）となり、この配当金額は京都競馬史上歴代1位、3連単としてはJRA歴代3位の高配当を記録した。
複勝式の最高倍率
2023年（令和5年）5月13日に第5競走（3歳未勝利）において、11頭立て最低人気のニホンピロパークス号（水口優也騎乗）が2着となった。このレースの複勝売り上げは前後のレースの2倍近い1億円超であり、その大半がスイープアワーズ号への投票だったが同馬が着外に沈み、ニホンピロパークスの複勝式が180.2倍（的中1,400票／発売1,058,121票 支持率0.13%）となり、中央競馬史上最高倍率の複勝払い戻しとなった。
ファンファーレ
1987年（昭和62年）12月にJRAが場別の統一ファンファーレを導入するまで、ファンファーレは1種類のみだった。

### 主なイベント
よどサマーライブ
毎年夏季ローカル開催期間中の8月中旬〜下旬に開かれるイベント。競馬場のパドック・ウィナーズサークル・緑の広場など各所を舞台にして縁日、子供向けアニメ・特撮キャラクターショー、アニメ映画上映会（2005年（平成17年）はプロ野球中継・阪神タイガース戦上映会も）が行われる。
2005年（平成17年）までは「よどサマーカーニバル」という名称で開催され3000発規模の花火大会も行われていたが、来場者の増加等による警備上の問題から行われなくなった。
スワニーズ
京都競馬場開設80周年にあたる2005年（平成17年）、第4・5回京都競馬をアピールするために初めて結成されたイメージガール。
ジョッキーズシート
騎手にちなんだプレミア特典付きの指定席。期間限定で販売している。
競馬検定
2006年（平成18年）より京都競馬開催中に行われている競馬に関する問題に答える検定。成績上位者15名は競馬名人に認定され、中でも成績優秀者は競馬師範に認定される。認定者には「認定証」を授与するなど特典がある。
京都競馬場大運動会
2008年（平成20年）から始まったイベント。普段は馬が走るコースをこの大運動会では人が走る。
京都芸術花火
2018年（平成30年）から始まったイベント。文化庁の京都移転を記念して開始された。京都府下最大の花火大会である。
明親小学校持久走会
1989年（平成元年）から始まったイベント。かつては駐車場を使用して実施していたが、1999年（平成10年）より京都競馬場の普通障害コースを主に使用して実施されている。距離は1.2年生は1周、3.4年生は2周、5.6年生は3周である。

## 主な所属調教師
1969年（昭和44年）に栗東トレーニングセンターが開設されるまでは競馬場で調教が行われていた。
- 伊藤修司
- 上田三千夫
- 大根田裕也
- 島崎宏
- 武田文吾
- 谷八郎
- 内藤繁春
- 中村好夫
- 松田由太郎

## レコードタイム
出典: JRA公式サイト 中央競馬レコードタイム 京都競馬場
- †は基準タイム。
- 2024年11月2日現在

### 芝コース（2歳）
| 距離    | タイム | 競走馬             | 性別 | 斤量 | 騎手     | 記録年月日     |
| ------- | ------ | ------------------ | ---- | ---- | -------- | -------------- |
| 1100m   | 1:05.0 | ヤマピット         | 牝   | 50kg | 池江泰郎 | 1966年9月4日   |
| 1200m   | 1:08.0 | エーシンホワイティ | 牡   | 52kg | 国分恭介 | 2009年11月7日  |
| 1400m   | 1:20.5 | ムーンエクスプレス | 牝   | 54kg | 松山弘平 | 2014年11月24日 |
| 外1400m | 1:20.3 | アストンマーチャン | 牝   | 54kg | 武豊     | 2006年11月5日  |
| 1600m   | 1:32.3 | ミッキーアイル     | 牡   | 55kg | 浜中俊   | 2013年11月2日  |
| 外1600m | 1:33.2 | ホウライアキコ     | 牝   | 54kg | 和田竜二 | 2013年10月5日  |
| 外1800m | 1:45.9 | プラチナヴォイス   | 牡   | 55kg | 和田竜二 | 2016年10月8日  |
| 2000m   | 1:59.8 | アグネスフォルテ   | 牡   | 55kg | 和田竜二 | 2015年10月24日 |

### 芝コース（3歳以上）
| 距離    | タイム | 競走馬             | 性齢 | 斤量 | 騎手         | 記録年月日     |
| ------- | ------ | ------------------ | ---- | ---- | ------------ | -------------- |
| 1100m   | 1:07.5 | キタカミ           | 牡3  | 52kg | 清水出美     | 1966年1月9日   |
| 1200m   | 1:06.7 | ヘニーハウンド     | 牡6  | 56kg | 菱田裕二     | 2014年10月12日 |
| 1400m   | 1:19.9 | エイシンペペラッツ | 牡3  | 56kg | 武豊         | 2014年4月26日  |
| 外1400m | 1:19.0 | ウリウリ           | 牝5  | 55kg | 浜中俊       | 2015年5月31日  |
| 1600m   | 1:32.2 | チュウワノキセキ   | 牡3  | 56kg | 松山弘平     | 2020年5月9日   |
| 外1600m | 1:31.3 | サングレーザー     | 牡4  | 57kg | 福永祐一     | 2018年4月22日  |
| 外1800m | 1:43.9 | グランデッツァ     | 牡5  | 56kg | 秋山真一郎   | 2014年5月17日  |
| 2000m   | 1:56.8 | アドマイヤコスモス | 牡4  | 57kg | 上村洋行     | 2011年10月8日  |
| 外2000m | 2:00.2 | エルカーサリバー   | 牝3  | 55kg | 柴田政人     | 1992年10月25日 |
| 外2200m | 2:09.7 | ネプチュナイト     | 牡4  | 55kg | A.シュタルケ | 2019年4月21日  |
| 外2400m | 2:22.6 | サンエムエックス   | 牡4  | 57kg | 松永幹夫     | 2000年10月15日 |
| 外3000m | 3:01.0 | トーホウジャッカル | 牡3  | 57kg | 酒井学       | 2014年10月26日 |
| 外3200m | 3:12.5 | キタサンブラック   | 牡5  | 58kg | 武豊         | 2017年4月30日  |

### ダートコース（2歳）
| 距離  | タイム  | 競走馬             | 性別 | 斤量 | 騎手     | 記録年月日     |
| ----- | ------- | ------------------ | ---- | ---- | -------- | -------------- |
| 1100m | 1:06.5† | ロングソブリン     | 牡   | 53kg | 南井克巳 | 1982年8月29日  |
| 1200m | 1:10.7  | アメリカンステージ | 牡   | 56kg | 北村友一 | 2024年11月2日  |
| 1400m | 1:23.3  | サヴァ             | 牡   | 55kg | 福永祐一 | 2020年10月18日 |
| 1800m | 1:51.0  | ビッグスモーキー   | 牡   | 55kg | 浜中俊   | 2017年11月18日 |

### ダートコース（3歳以上）
| 距離  | タイム  | 競走馬             | 性齢 | 斤量 | 騎手     | 記録年月日     |
| ----- | ------- | ------------------ | ---- | ---- | -------- | -------------- |
| 1200m | 1:09.0  | モンペルデュ       | 牝3  | 51kg | 松若風馬 | 2019年10月19日 |
| 1400m | 1:21.7  | ベストウォーリア   | 牡4  | 56kg | 浜中俊   | 2014年2月8日   |
| 1800m | 1:47.8  | ウォータクティクス | 牡4  | 56kg | 川田将雅 | 2009年4月26日  |
| 1900m | 1:53.7  | ワンダーアキュート | 牡5  | 57kg | 和田竜二 | 2011年5月22日  |
| 2600m | 2:43.3† | エリモローラ       | 牡5  | 57kg | 猿橋重利 | 1984年1月22日  |

### 障害
| 距離            | タイム  | 競走馬           | 性齢 | 斤量 | 騎手     | 記録年月日     |
| --------------- | ------- | ---------------- | ---- | ---- | -------- | -------------- |
| 芝(内外)3170m   | 3:30.4  | テイエムハリアー | 牡5  | 60kg | 白浜雄造 | 2011年11月12日 |
| 芝(外2周)3180m  | 3:33.5† | ランドパワー     | 牡5  | 60kg | 金折知則 | 2000年10月28日 |
| 芝(外内外)3930m | 4:21.6  | エムエスワールド | 牡9  | 60kg | 横山義行 | 2012年5月12日  |
| ダ2910m         | 3:11.2  | サムソンビッグ   | 牡5  | 59kg | 中竹和也 | 1996年1月20日  |
| ダ3170m         | 3:28.4  | リターンエース   | 牡7  | 64kg | 嘉堂信雄 | 1995年3月4日   |
| ダ3760m         | 4:14.4  | カネトシガバナー | 牡6  | 62kg | 高田潤   | 2001年11月24日 |

- 芝の内・外は、障害コース内の内回り・外回りコースを示す。
- 最後の直線でダートを使用する競走の障害コースは、すべて外回りを使用する。

### 2020年11月1日まで行われていたコースでのレコードタイム
出典: JRA公式サイト 中央競馬レコードタイム 京都競馬場（2020年11月1日終了現在）
- 2020年11月1日終了現在

#### 障害
| 距離           | タイム  | 競走馬           | 性齢 | 斤量 | 騎手     | 記録年月日     |
| -------------- | ------- | ---------------- | ---- | ---- | -------- | -------------- |
| 芝(外2周)3170m | 3:31.4† | ロードアトラス   | 騸4  | 60kg | 熊沢重文 | 1999年10月16日 |
| ダ2930m        | 3:12.2  | テイエムハリアー | 牡4  | 59kg | 熊沢重文 | 2010年1月17日  |
| ダ3190m        | 3:31.5  | フミノトキメキ   | 牡6  | 60kg | 石山繁   | 2007年1月13日  |
| ダ3790m        | 4:15.0  | アドマイヤホープ | 牡6  | 59kg | 北沢伸也 | 2007年2月10日  |

## 2020年からの大規模改造工事について
2019年6月24日に日本中央競馬会は、2025年に予定される開場100周年記念として全面的な大改造工事を行うと発表した。全体工期としては2020年2月から2024年3月、うち競馬場としての閉鎖期間（開催休止期間）は2023年3月まで。
今回の大規模整備に際しては以下のようなコンセプトをかかげた。
1. 夢と感動を届ける日本を代表する娯楽・レクリエーション施設
2. アクセシビリティへの配慮
3. 環境への配慮
4. 時代の変化への対応

主なものとしては以下の通り。
- グランドスワンの全面改築（上述）
- ビッグスワンの改修（内装や設備の一部更新）
  - 改築後のスタンド名称は2022年12月に、新設スタンド（旧グランドスワン）を「ゴールサイド」、既存スタンド（旧ビッグスワン）は「ステーションサイド」と改める[35]と発表された。
  - その他、座席間隔をゆったりと設けたり、女子トイレの増設・パウダーコーナー（化粧室）の新設、過去の三冠馬の馬像を設けた「三冠馬メモリアルロード」の新設、スタンド屋上の太陽光パネルなどの、環境面への配慮を行う[35]。
- パドックとパドックスタンドの改築（パドックを円形から楕円形に拡張する他、屋根付きスタンドの設置）
  - なおパドックの中心に植えられていたモチの木については、著しい老朽化が進んでいたことから写植は断念され、お祓いを経て2020年11月26日に伐採された[50]。伐採後は家具として活用された他[50]、発生した木材を活用した「モチの木時計」が場内に設置された[51]。
- シンザンゲートや、遊歩道の改修。シンザンゲートは「三冠ゲート」に改称する[35]。
- 入場はスマートフォンやパソコンからのプリントによるQRコードを読み取る方式になる[35]。
- 投票方式も主にキャッシュレス投票（UMACA）を中心とする[35]。
- 厩舎関係エリア（厩舎、装鞍所、診療所など）、パトロールタワーの改修
- コースの地盤改良と路盤、馬場散水の改修（コースの形態は変更しない）
  - 芝コースの張替えに際しては地中40-50cmほどを掘り起こし、そこに砂利・山砂・改良剤を混ぜ合わせた3つの層を作り、その上に天然芝を張る作業を行い、水はけがよく、雨が降ってもすぐに乾くように改良が施された[52]。また芝1600mのコース幅員を拡大するとともに、外回り4コーナーのカーブを緩やかにする[35]。
- 地下馬道の改修
- 芝、ダートの総入れ替え

この改修に伴い、京都競馬場は2020年11月1日をもって開催を終了。2023年3月まで閉鎖される。閉鎖期間中の開催については、平年の5回京都に当たる2020年11月は阪神競馬場で実施される。2021年・2022年は平年の1回京都と2回京都前半及び3回京都5-12日は中京競馬場、2回京都後半と3回京都1-4日と4回京都及び5回京都は阪神競馬場で代替開催され、通常京都競馬場で開催されているGI競走についてはすべて阪神競馬場で実施される。但し閉鎖期間中もビッグスワンにおいての、パークウインズとしての機能（勝馬投票券の場間場外発売）は行う。
2023年は平年の1回京都と2回京都前半は中京競馬場、2回京都後半は阪神競馬場で代替開催され、同年4月22日にグランドオープンし、改修後の京都競馬場の愛称を開場100周年にちなみ、「センテニアルパーク・京都競馬場」（センテニアル＝英語で100周年を意味する）とする。
新たな座席配置
ゴールサイド
- A指定席（4階屋内席・ゴール付近）612席
- B指定席（4階屋内席・ゴール手前）595席
- スマートシート+（3階屋外席+専用屋内フロア）1897席
- スマートシート（1・2階屋外席）1890席

ステーションサイド
- UMACAシート（7階屋内・UMACA投票対応パソコンあり）236席
- Lソファー・ペアテーブル（旧ボックスシート、6階屋内テーブル席4人掛け）288席
- プライベートシート（旧ラウンジシート、5・6階屋内席）1538席
- グループテーブル（旧Lテーブル、5階屋内テーブル4人掛け）164席
- JRA-UMACA会員が気軽に利用できるように会員専用シート（UMACAカード提示の上で利用料無料）も新たに設置された。[57]
  - ステーションサイド
    - 1階・ラウンジ - 利用前週にUMACAを利用して1万円以上購入した者を対象にして、各日先着順140人利用可能
    - 4階・ライブシート - 無条件で各日先着順350人利用可能
    - 4階・シニアシート - 利用時の年度に65歳以上を迎える者を対象にして、各日先着順350人利用可能

  - ゴールサイド
    - ラウンジ - 無条件で各日先着順で2階は36人、3階は140人利用可能

※2023年第1回京都競馬終了後の5月29日から10月6日までステーションサイドのリニューアル工事を実施。工事期間中、パークウインズの営業はゴールサイドの1階・2階とステーションゲート投票所のみとなる。ステーションサイド5階・6階の指定席及びターフビジョンを更新し、競馬開催を継続する形で断続的に2024年3月まで行っている[58]。

## その他の出来事
同競馬場で2014年11月30日に行われた京阪杯(5回8日・12R)のレース前に、ゲートに誘導していた同競馬場の発走委員が、出走予定だった15番馬ローブティサージュを早くゲートインさせるため鞭で執拗に殴打し、同馬はトラウマから、2か月レースに出られない状態が続き、競馬雑誌でも問題が取り上げられた。
京都府警交通機動隊の新隊員訓練が同競馬場の広大な駐車場（非開催日）を用いて行われる。
2025年11月12日・13日、将棋の第38期竜王戦七番勝負の第4局が当競馬場で実施される予定。京都競馬場100周年記念事業としてJRAと日本将棋連盟のタイアップにより行われるもので、ゴールサイド6階の「菊の間」を対局場として使用する。